# Гжегож Гілевський
Гжегож Гілевський (пол. Grzegorz Gilewski; 24 лютого 1973, Радом) — польський футбольний арбітр першої ліги та міжнародного футболу (ліцензія ФІФА з 2001 року). Один із перших трьох професійних суддів у Польщі.

## Суддівська кар'єра
Він представляє Мазовецьку футбольну асоціацію. За фахом — вчитель фізкультури.
Був серед ексклюзивної групи кандидатів на суддівство матчів фінального турніру чемпіонату світу 2010 року. Для перевірки ФІФА відправила його на чемпіонат світу серед юнаків до 17 років, який проходив на рубежі серпня-вересня 2007 року в Південній Кореї.
Він також обслуговував два матчі Ліги чемпіонів у 2005 та 2006 роках. У сезоні 2007/2008 він вже був призначений на два матчі цього найелітнішого клубного змагання Європи.
До Гілевського лише троє поляків судили матчі Ліги чемпіонів: Ришард Вуйцик, Збігнєв Пшесмицький і Яцек Гранат.
Він також був призначений «четвертим арбітром» Чемпіонату Європи з футболу 2008 року. Це означає, що він може обслуговувати матч у разі травми головного арбітра. Однак його основним завданням буде виконувати функції технічного арбітра. На Євро-2008 він був технічним арбітром у трьох матчах: Туреччина-Чехія, Нідерланди-Франція та Іспанія-Росія.
У 2002—2004 роках вчитель фізкультури ДНЗ № 8. Королеви Ядвіги в Радомі.
У жовтні 2008 року ФІФА оголосила, що Гілевський входить до списку потенційних арбітрів на Чемпіонат світу з футболу 2010 року.
9 грудня 2008 року Гілевський був затриманий ЦАБ. Арешт пов'язаний з корупцією в польському футболі. Наступного дня йому було пред'явлено звинувачення у трьох злочинах: договірних матчах, отриманні хабарів на суму 120 000 злотих (близько 30 000 євро) та участі в організованій злочинній групі.